# The Priests
The Priests sind eine britische klassische Gesangsgruppe, die aus drei römisch-katholischen Priestern besteht. Sie inspirierte in Frankreich die Gesangsgruppe Les Prêtres und in Deutschland Die Priester.

## Karriere
Als Studenten am St. MacNissi’s College trafen die beiden Brüder Eugene und Martin O’Hagan erstmals mit David Delargy zusammen und fanden sich auch als Sänger zusammen. Danach studierten sie weiter gemeinsam am Priesterseminar in Belfast und am Pontifical Irish College in Rom. Dort sangen sie auch bei einem päpstlichen Gottesdienst.
Später kehrten sie wieder nach Nordirland zurück, wo jeder eine eigene Gemeinde bekam, die er seitdem betreut. Die Gesangsverbindung blieb dennoch bestehen und schloss 2008 sogar einen Plattenvertrag ab, unter dem sie das Album The Priests aufnahmen. Dieses wurde ein weltweiter Erfolg und erreichte neben Platz 1 der irischen Charts unter anderem auch Platz 1 in Norwegen und Platz 2 in Neuseeland und den Niederlanden. In den USA erreichte es Platz 2 der Klassikcharts. In Großbritannien verkaufte es sich schneller als jedes Debütalbum zuvor im Bereich Klassik.
Im Jahr darauf veröffentlichten The Priests ein zweites Album mit dem Titel Harmony, das wieder in vielen Ländern in die Charts kam und unter anderem Platz 1 in Schweden und Platz 3 in Neuseeland erreichte.

## Bandmitglieder
- Father Eugene O’Hagan (Pfarradministrator der Pfarrei Ballyclare & Ballygowan und Richter des kanonischen Rechts)
- Father Martin O’Hagan (Pfarrer der Pfarrei Newtownards & Comber)
- Father David Delargy (Pfarrer der Pfarrei Hannahstown)

## Diskografie
Alben
- 2008: The Priests
- 2009: Harmony
- 2010: Noel

Videoalben
- 2009: In Concert At Armagh Cathedral (IE: Gold)

## Auszeichnungen für Musikverkäufe
| Goldene Schallplatte - Belgien - 2009: für das Album The Priests - Finnland - 2008: für das Album The Priests - Neuseeland - 2009: für das Videoalbum In Concert At Armagh Cathedral - Niederlande - 2010: für das Album The Priests - Polen - 2009: für das Album The Priests - Schweden - 2009: für das Album Harmony - Spanien - 2008: für das Album The Priests | Platin-Schallplatte - Australien - 2009: für das Album The Priests - 2009: für das Videoalbum In Concert At Armagh Cathedral - Neuseeland - 2009: für das Album Harmony - Schweden - 2008: für das Album The Priests 2× Platin-Schallplatte - Neuseeland - 2008: für das Album The Priests |

Anmerkung: Auszeichnungen in Ländern aus den Charttabellen bzw. Chartboxen sind in ebendiesen zu finden.
| Land/RegionAuszeichnungen für Musikverkäufe (Land/Region, Auszeichnungen, Verkäufe, Quellen) | Gold       | Platin       | Verkäufe | Quellen               |
| -------------------------------------------------------------------------------------------- | ---------- | ------------ | -------- | --------------------- |
| Australien (ARIA)                                                                            | —          | 2× Platin2   | 85.000   | aria.com.au           |
| Belgien (BRMA)                                                                               | Gold1      | —            | 20.000   | ultratop.be           |
| Finnland (IFPI)                                                                              | Gold1      | —            | 15.992   | ifpi.fi               |
| Irland (IRMA)                                                                                | 2× Gold2   | 6× Platin6   | 99.500   | irishcharts.ie        |
| Neuseeland (RMNZ)                                                                            | Gold1      | 3× Platin3   | 47.500   | radioscope.net.nz NZ2 |
| Niederlande (NVPI)                                                                           | Gold1      | —            | 25.000   | nvpi.nl               |
| Polen (ZPAV)                                                                                 | Gold1      | —            | 10.000   | olis.pl               |
| Schweden (IFPI)                                                                              | Gold1      | Platin1      | 60.000   | sverigetopplistan.se  |
| Spanien (Promusicae)                                                                         | Gold1      | —            | 40.000   | elportaldemusica.es   |
| Vereinigtes Königreich (BPI)                                                                 | Gold1      | Platin1      | 400.000  | bpi.co.uk             |
| Insgesamt                                                                                    | 10× Gold10 | 13× Platin13 |          |                       |